# Фуа (округ)
Фуа (фр. Foix) — округ (фр. Arrondissement) во Франции, один из округов в регионе Юг-Пиренеи. Департамент округа — Арьеж. Супрефектура — Фуа.
Население округа на 2006 год составляло 51 817 человек. Плотность населения составляет 25 чел./км². Площадь округа составляет всего 2078 км².